# Saksid
Saksid este o localitate din comuna Nova Gorica, Slovenia, cu o populație de 100 de locuitori.